# Nokia N78

Nokia N78 este fabricată de Nokia, are sistemul de operare Symbian OS și este compatibil cu jocurile N-Gage 2.0. Nokia N78 este echipat cu Bluetooth, Wi-Fi, micro-USB, cameră de 3.2 megapixeli, GPS.

## Design
Partea din dreapta a Nokia N78 găzduiește tasta dedicată camerei foto, rocker volum și un difuzor.
Elementele rămase de pe stânga sunt alimentarea bateriei, slot pentru card microSD și portul microUSB. 
Slot pentru carduri microSD este perfect ascuns sub capacul său de protecție. 
Privind la Nokia N78 de sus putem observa butonul de pornire, care se poate folosi pentru a schimba profilurile de apel și o mufă audio de 3.5 mm.
În partea de jos a telefonului exista microfonul și spațiu pentru șnur. 

## Conectivitate
N78 acceptă date de mare viteză prin 3G și viteze de până la 1,4 Mbps folosind HSDPA sau EDGE cu viteza maximă de circa 230 kbps.
Smartphone-ul este echipat cu Bluetooth 2.0 se poate folosi pe următoarele profiluri: A2DP, AVRCP, Basic Imaging, Basic Printing, Dial-up Networking, File Transfer, Hands-free, căști, Object Push, Acces SIM, și de sincronizare.
Nokia N78 suporta Wi-Fi b/g sprijină UPnP pentru streaming media prin rețeaua Wi-Fi la alte dispozitive activate. 

## Multimedia
Playerul de muzică suportă formate audio  MP3, AAC, eAAC + și WMA. Playlist-urile M3U sunt de asemenea gestionate impecabil și fișierele sunt adăugate la biblioteca muzicală de alegem opțiunea de reîmprospătare a bibliotecii muzicală.
Nokia N78 dispune de Real player pentru redarea clipurilor video. 
Radio FM are o interfață simplă poate scana și salva automat posturile de radio disponibile din zonă. Suportă RDS și aplicatia Visual Radio poate descărca toate posturile locale și a le salva.
Are o cameră de 3.2 megapixeli cu bliț LED cu lentile Carl Zeiss.

## Caracteristici
- 2.4 inchi cu rezoluția QVGA până la 16 miliaone de culori
- Camera de 3.2 megapixeli cu focalizare automată și bliț cu LED
- Sistem de operare Symbian OS v9.3 bazat pe platforma S60
- Transmițător FM
- 3G cu HSDPA
- slot pentru card microSD, card de 2GB inclus
- Receptor GPS și 3 luni gratuit navigarea vocală
- Wi-Fi b/g
- Difuzoare stereo
- Mufă de 3.5 mm
- Radio FM cu RDS
- Bluetooth și conectivitate USB (port microUSB)